# Papilio androgeus
Espèce

Papilio androgeus  ou Machaon d'Androgée est une espèce d'insectes lépidoptères (papillons) qui appartient à la famille des Papilionidae, à la sous-famille des Papilioninae et au genre Papilio.

## Dénomination
Papilio androgeus a été décrit par Pieter Cramer en 1775.
Synonymes : Calaides androgeus; Heraclides androgeus.

### Noms vernaculaires
Papilio androgeus se nomme Androgeus Swallowtail ou Queen Swallowtail  en anglais.

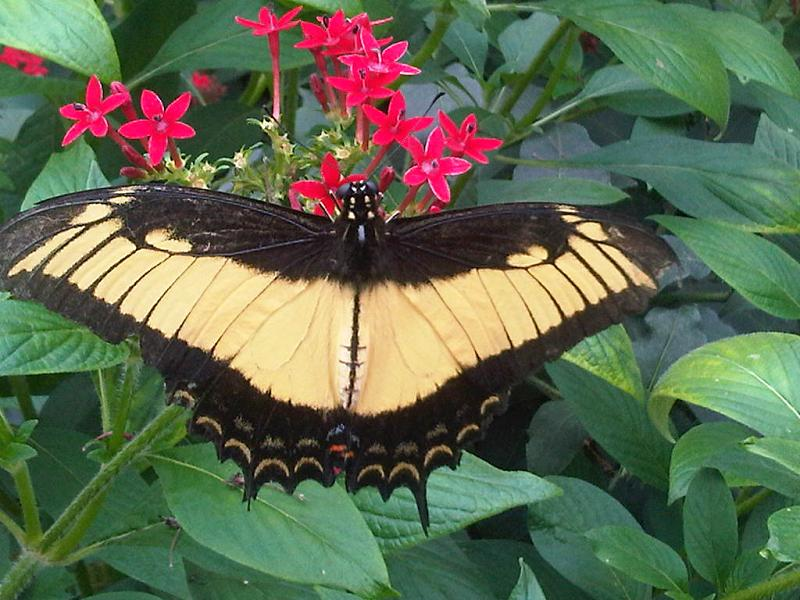
Papilio androgeus ♂

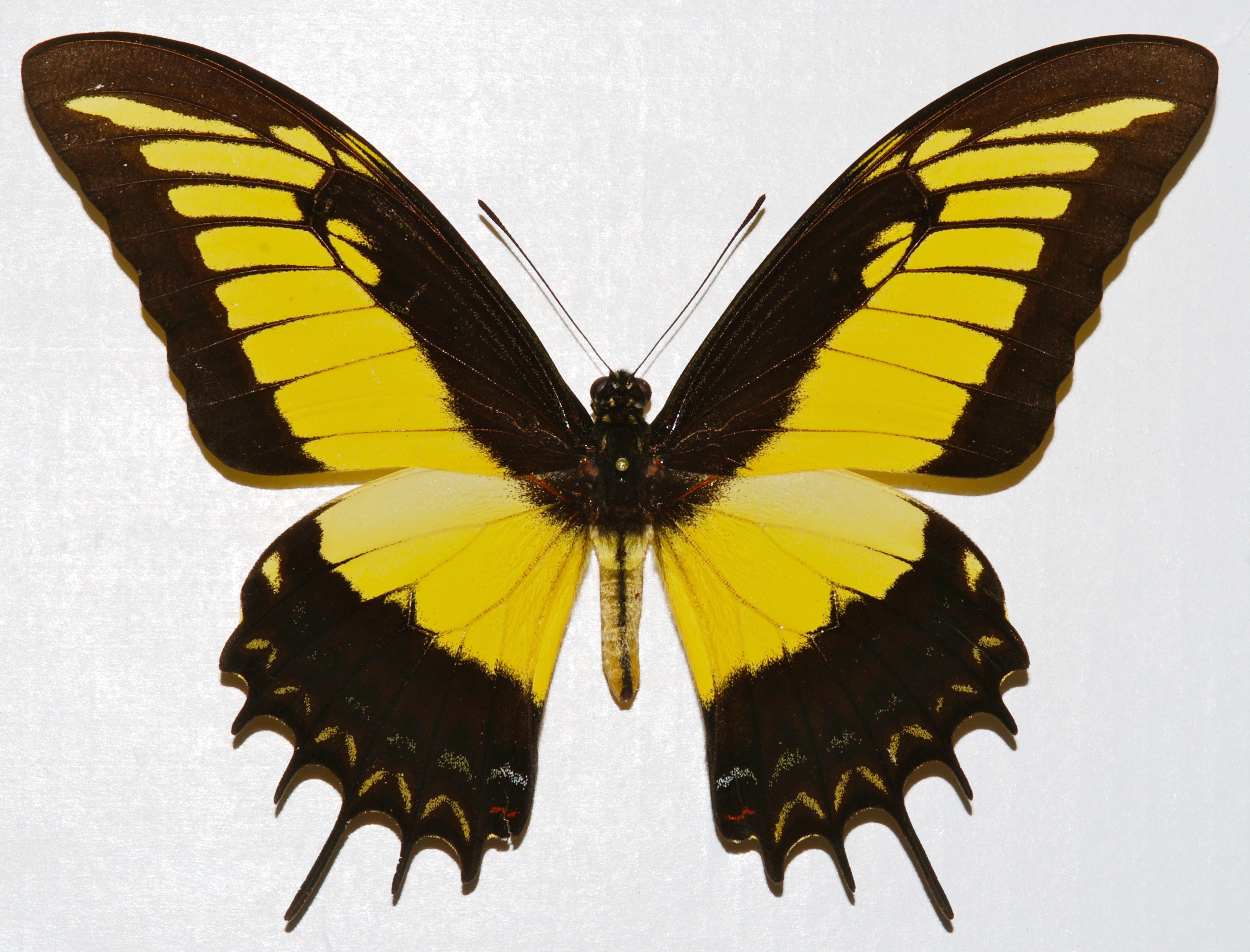
Papilio androgeus ♂ (Tingo Maria, Pérou)

### Sous-espèces
- Papilio androgeus androgeus présent en Équateur, au Suriname, en Colombie, en Bolivie et au Brésil.
- Papilio androgeus epidaurus Godman & Salvin, 1890; présent en Floride, au Mexique et à Panama.
- Papilio androgeus laodocus (Fabricius, 1793) au Paraguay, au Brésil et en Argentine[1].

## Description
Papilio androgeus  est un grand papillon d'une envergure de 134 mm à 140 mm avec plusieurs queues courtes à chaque aile postérieure. Il existe un dimorphisme sexuel et des différences marquées entre les sous-espèces. Les mâles sont d'une couleur marron suffusé de bleu et les femelles sont noires avec les postérieures très bleues. Papilio androgeus epidaurus est blanc crème bordé de marron.

## Biologie

### Période de vol et hivernation
Les imagos volent d'avril à octobre sur plusieurs générations.

### Plantes hôtes
Les plantes hôtes de sa chenille sont des Citrus, dont Citrus sinensis et Citrus reticulata et des Zanthoxylum dont Zanthoxylum elephanatiasus.

## Écologie et distribution
Il réside dans le sud de l'Amérique du Nord et dans toute l'Amérique du Sud. Il est présent aux USA dans le sud de la Floride, au Mexique, à Panama, en Équateur, au Suriname, au Paraguay, en Colombie, en Bolivie et au Brésil,

### Biotope
Il réside dans les plantations de Citrus et dans la forêt tropicale en Amérique du Sud.

### Protection
Pas de statut de protection particulier.

## Philatélie

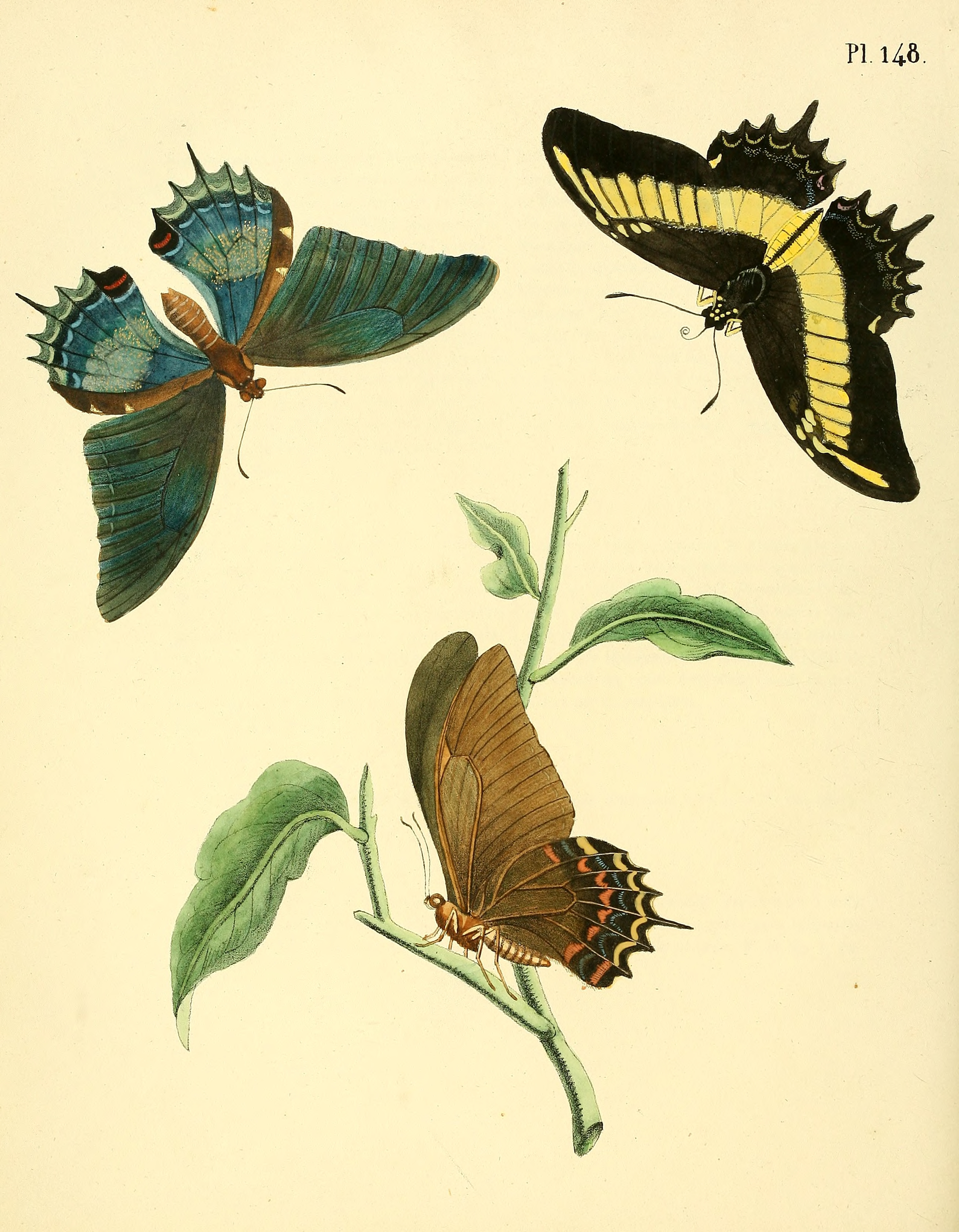
planche de la Biodiversity Heritage Library

Ce papillon figure sur une émission de Cuba de 1972 (valeur faciale : 4 c.).

## Liens taxonomiques
- (en) Catalogue of Life : Papilio androgeus Cramer, 1775